# Golo Brdo (żupania pożedzko-slawońska)
Golo Brdo – wieś w Chorwacji, w żupanii pożedzko-slawońskiej, w gminie Kaptol. W 2011 roku liczyła 325 mieszkańców.